# Sarbinowo (powiat Koszaliński)
Sarbinowo is een plaats in het Poolse district  Koszaliński, woiwodschap West-Pommeren. De plaats maakt deel uit van de gemeente Mielno en telt 500 inwoners.

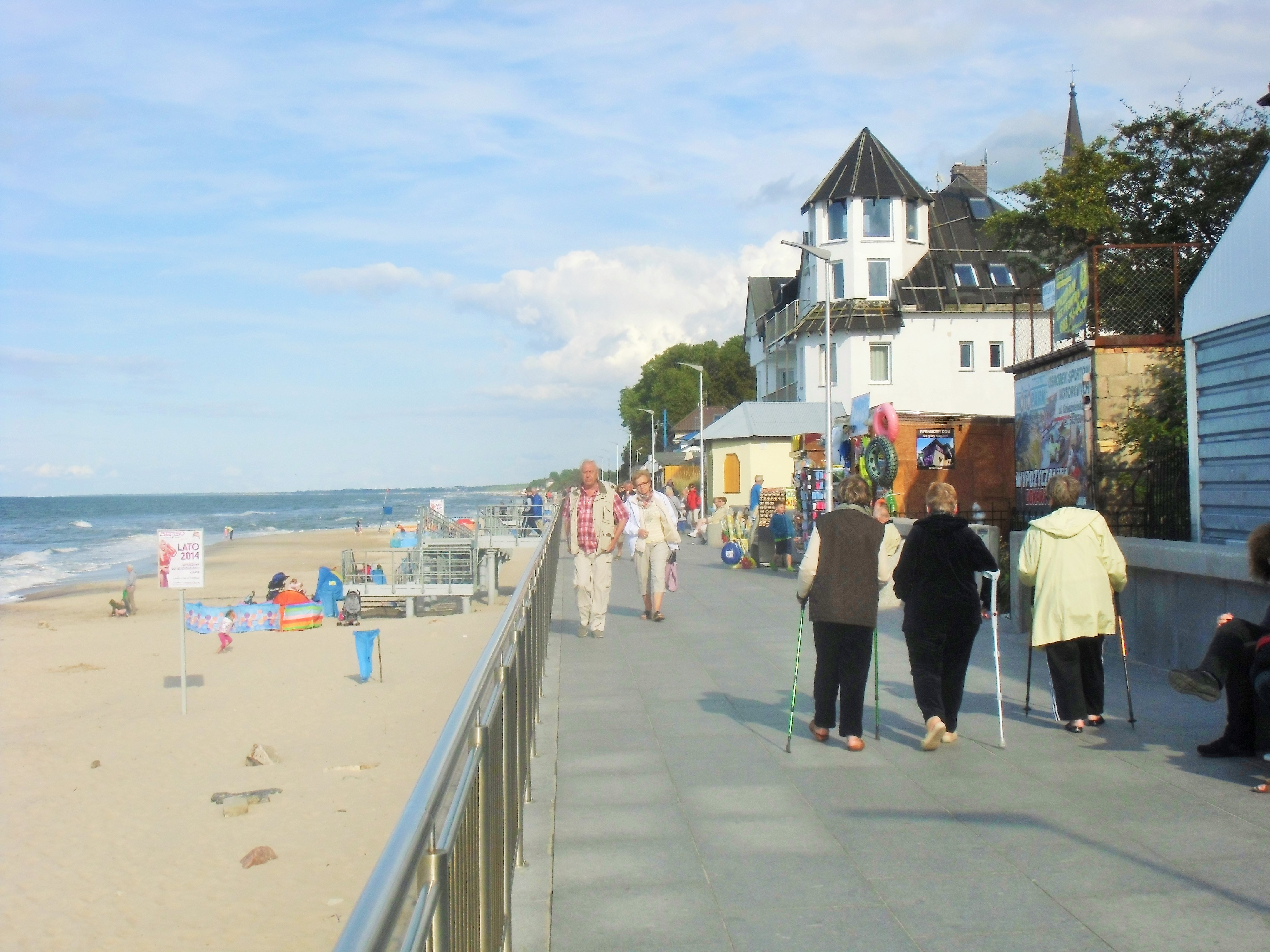
Strandpromenade van Sarbinowo
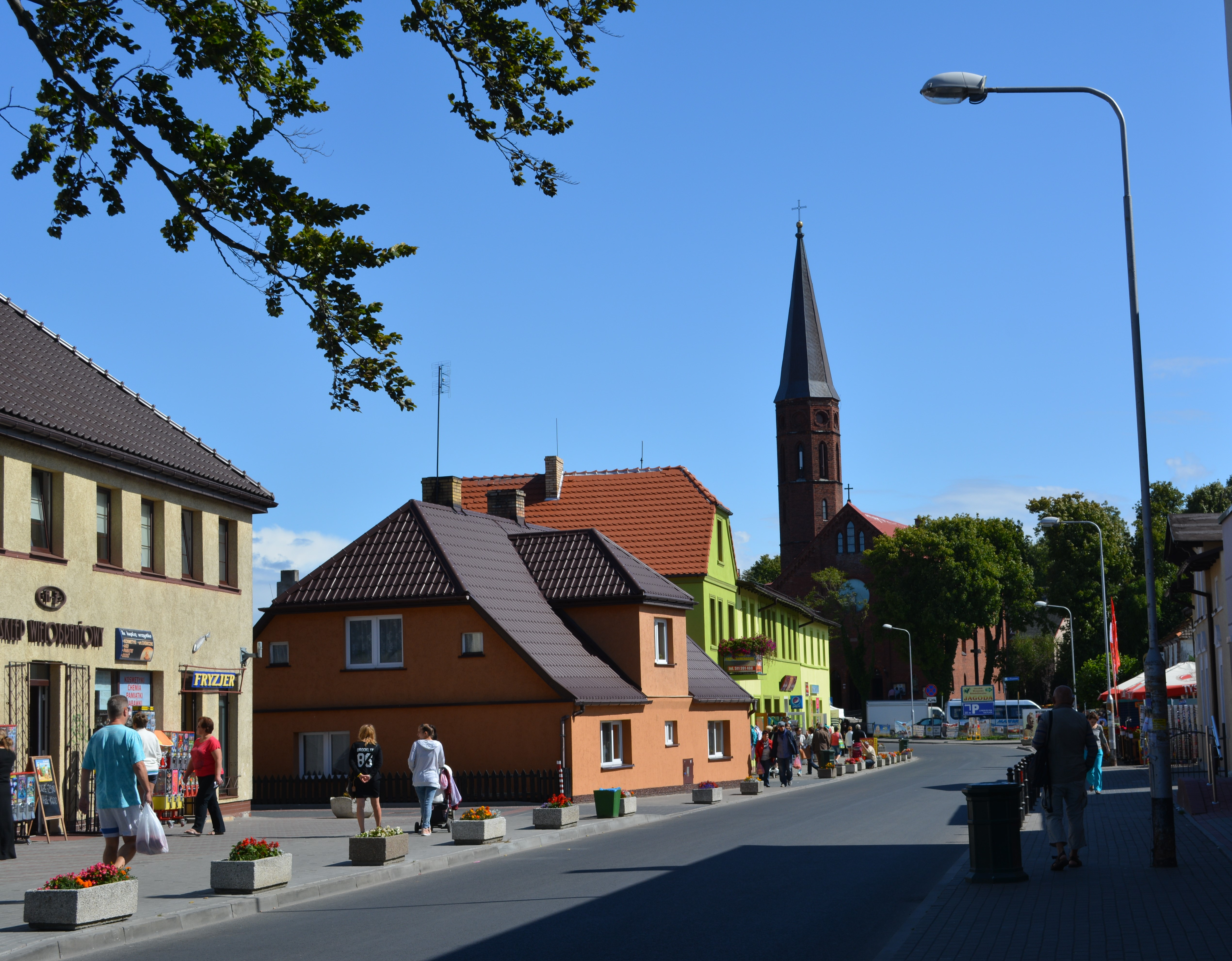
Centrum van Sarbinowo
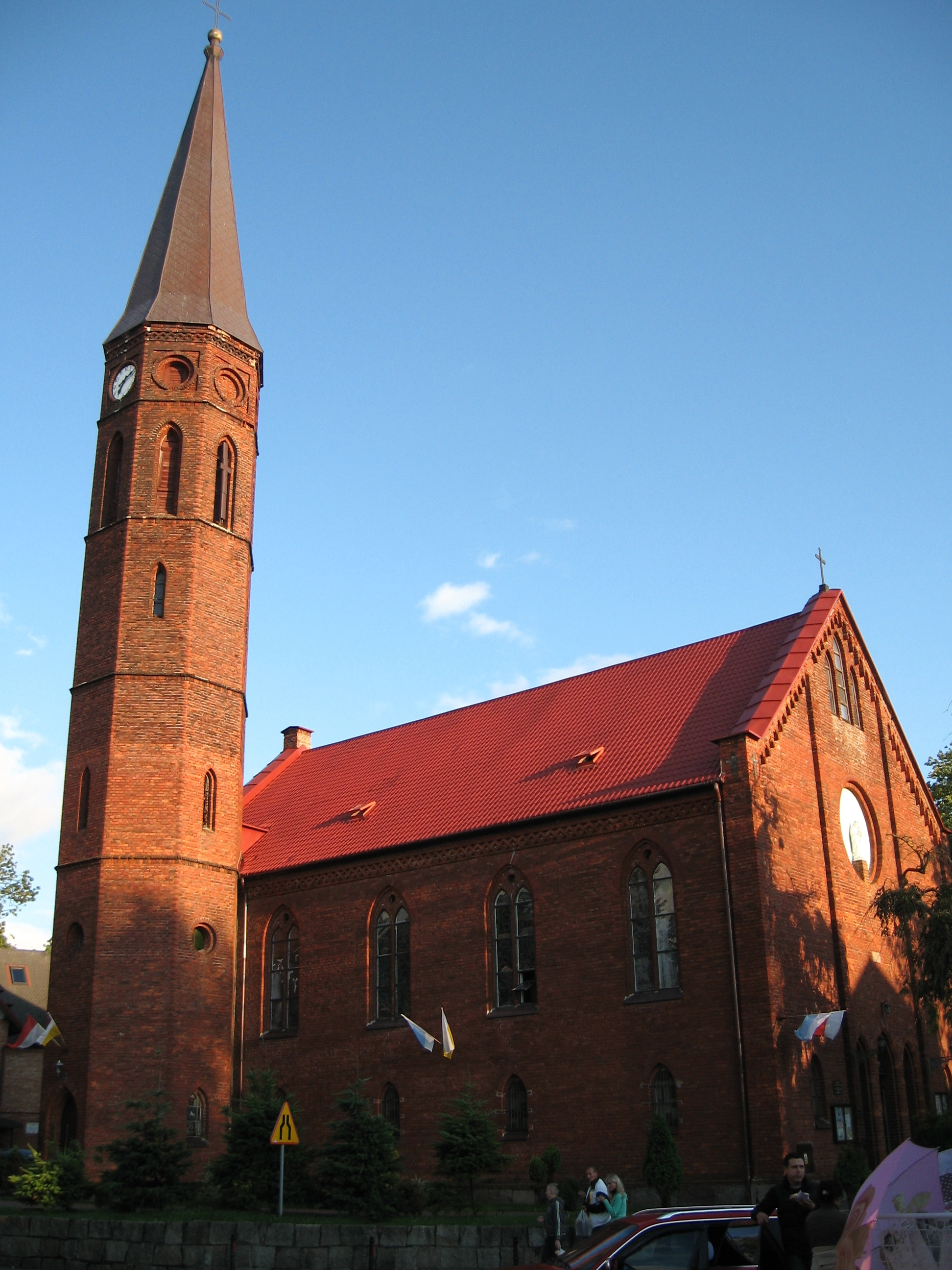
Kerk in Sarbinowo